# Felizzano
Felizzano är en ort och kommun i provinsen Alessandria i regionen Piemonte i Italien. Kommunen hade 2 253 invånare (2018).